# هنری دبلیو. کیس
هنری دبلیو. کیس (به انگلیسی: Henry W. Keyes) سناتور سابق عضو حزب جمهوری‌خواه ایالات متحده آمریکا بود. وی در سال ۱۹۱۹ تا ۱۹۳۷ میلادی سناتور ایالت نیوهمپشایر در سنای ایالات متحده آمریکا بود.